# 휴스 대 오클라호마 사건
휴즈 대 오클라호마 사건(Hughes v. Oklahoma)은 미국 연방대법원의 유명 판례이다.

## 배경
오클라호마는 오클라호마 주 외부의 오클라호마 주의 자연 수역에서 발견되는 피라미를 판매하는 것을 금지하는 법령을 제정했다. 오클라호마주는 법령의 목적이 야생 동물 보호를 위한 것이라고 주장했다. 근본적인 법적 논쟁은 윌리엄 휴즈(William Hughes)가 오클라호마 해역에서 잡은 피라미를 주 밖으로 운송한 혐의로 유죄 판결을 받았을 때 발생했다.